# Bučerca
Bučerca – wieś w Słowenii, w gminie Krško. W 2018 roku liczyła 83 mieszkańców.